# Crowley (Luisiana)
Crowley é uma cidade localizada no estado americano de Luisiana, na Paróquia de Acádia.

## Demografia
Segundo o censo americano de 2000, a sua população era de 14.225 habitantes.
Em 2006, foi estimada uma população de 14.070, um decréscimo de 155 (-1.1%).

## Geografia
De acordo com o United States Census Bureau tem uma área de
12,7 km², dos quais 12,7 km² cobertos por terra e 0,0 km² cobertos por água.

## Localidades na vizinhança
O diagrama seguinte representa as localidades num raio de 20 km ao redor de Crowley.